# Kobro (cràter)
Kobro és un cràter d'impacte en el planeta Mercuri de 54 km de diàmetre. Porta el nom de l'escultura polonesa Katarzyna Kobro (1898-1951), i el seu nom va ser aprovat per la Unió Astronòmica Internacional el 2012.